# Almostacim
Almostacim Bilá (Al-Musta'sim Billah) foi o último califa abássida a reinar em Bagdá, iniciando em 1242 e terminando com a sua morte na invasão mongol no Cerco de Bagdá em 1258.

## Biografia

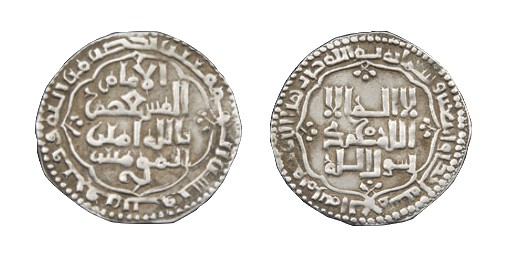
Um dirrã cunhado sob o califado de Almostacim

Almostacim é lembrado por sua oposição à ascensão de Shajar al-Durr ao trono egípcio durante a Sétima Cruzada. Ele enviou uma mensagem de Bagdá aos mamelucos no Egito que dizia: "Se você não tem homens aí, digam-nos que enviaremos alguns." Porém, Almostacim teve que enfrentar a maior ameaça ao Califado Abássida desde a sua fundação em 632, a invasão das hordas do Império Mongol que, sob o cã Hulagu, já tinha exterminado qualquer resistência na Transoxiana e no Grande Coração. Em 1255/56, as forças de Hulagu forçaram os abássidas a emprestarem-lhe exércitos para a campanha contra Alamute.
Em 1258, Hulagu invadiu os já reduzidos domínios abássidas, que na época consistia pouco mais do que é hoje o Iraque e a Síria. Em seu avanço contra Bagdá, Hulagu enviou várias colunas simultaneamente em direção à cidade e a cercou. O califa foi iludido por promessas de seu vizir de que os mongóis poderiam ser derrotados literalmente pelas mulheres da cidade lhes atirando pedras e, por isso, fez o pior que poderia ter feito: nada. Ele não convocou seus exércitos para defender Bagdá contra o maior exército mongol já reunido - um em cada dez mongóis foi recrutado - e nem tentou negociar com Hulagu. Ao invés disso, ele enviou ameaças vazias ao general mongol.
Bagdá foi então invadida e saqueada em 10 de fevereiro de 1258. O califa foi preso e morto por Hulagu logo depois. Acredita-se que os mongóis, sem querer derramar "sangue real", enrolaram o califa num tapete o pisotearam até a morte com seus cavalos. Alguns de seus filhos também foram massacrados e um dos que sobreviveram foi enviado como prisioneiro para o Império Mongol e historiadores mongóis relatam que ele se casou, teve filhos, mas nunca mais teve papel algum na história do islão daí em diante.
"As Viagens de Marco Pólo" relata uma história diferente. Ao encontrar o grande tesouro que o califa preferiu preservar do que gastar na defesa da cidade, Hulagu teria trancado-o ali sem comida ou água dizendo-lhe "coma de teu tesouro o quanto quiseres já que és tão apaixonado por ele".

## Califado no Cairo
Os sultões mamelucos posteriormente apontaram Almostancir II (um bisneto de Almostarxide) como califa abássida no Cairo, mas estes eram ainda mais simbólicos do que os já marginalizados califas de Bagdá. Mesmo assim, eles mantiveram o título por mais 250 anos e, fora a tarefa cerimonial da instalação dos novos sultões, estes califas não tiveram importância nenhuma.
Quando os otomanos conquistaram o Egito em 1517, o último califa abássida do Cairo, Mutavaquil III, foi levado à Constantinopla e o sultão otomano Selim I se autoproclamou califa.